# Балкашинов, Владимир Святославович
Владимир Святославович Балкашинов (11 октября 1961, Читинская область — 15 ноября 2020) — советский украинский кинорежиссёр. Заслуженный деятель искусств Украины (1997).

## Биография
Окончил Днепропетровское государственное театральное училище по специальности «актёр театра и кино» (1981, курс Нелли Пинской, с отличием). По окончании выступал в труппе Сухумского театра юного зрителя. Затем окончил режиссёрский факультет ГИТИСа им. Луначарского (1986, мастерская А. Гончарова и М. Захарова, с отличием). В 1986—1993 гг. работал в театрах Украины — Днепропетровском русском драматическом театре им. Горького, Запорожском Театре юного зрителя, Донецком областном русском драматическом театре.
С 1993 года в кино.
С 2000 года во главе организации «Балкашинов и Ко» занимался постановкой шоу-программ, съёмками клипов, рекламы, фильмов.
Выступил главным режиссёром церемоний Дня Украины на «Славянском базаре-93», ежегодной Общенациональной программы «Человек года», Международного фестиваля актёров кино «Стожары» (1997, 1999, 2005), Международного фестиваля телевизионных программ «Бархатный сезон» (1998, 2001, 2002), Международного фестиваля искусств «Славянский базар» (город Киев, 2000), Бердянского открытого кинофестиваля «Бригантина» (2006).

## Награды
В 1997 году присвоено звание Заслуженный деятель искусств Украины.
В 2001 году награждён Почётной грамотой Кабинета Министров Украины
В 2015 году на XVI Международном телекинофоруме «Вместе» детективный сериал «Фронт» режиссёра получил приз «Лучший телефильм».

## Фильмография

### Режиссёр
- 2020 «За первого встречного» (телесериал)
- 2019 «Прыжок богомола» (мини-сериал)
- 2019 «Кумир» (телесериал)
- 2019 «Когда меня не станет» (телесериал)
- 2018 «Дожить до любви» (телесериал)
- 2016 «Письма из прошлого» (телесериал)
- 2015 «Пёс» (телесериал)
- 2014 «Фронт» (телесериал)
- 2013 «Горюнов» (телесериал)
- 2011 «Билет на двоих» (мини-сериал)
- 2011 «Одиночки» (телефильм)
- 2011 «Любовь и немного перца»
- 2011 «Воробушек»
- 2010 «Вчера закончилась война»
- 2008 «Колдовская любовь» (телесериал)
- 2008 «За все тебя благодарю 3»
- 2006 «Кактус и Елена»
- 2004 «Небо в горошек» (телесериал)
- 1995 «Репортаж»
- 1994 «Выкуп»

### Актёр
- 1995 «Репортаж» — Пол
- 2004 «Небо в горошек» — директор московского казино
- 2009 «Капкан для зайцев»
- 2009 «Возвращение Мухтара» (5-й сезон, 8-я серия: «Капкан для зайцев») — Шумский
- 2017 «Слуга народа-2. От любви до импичмента» — Иван Петрович
- 2018 «Дожить до любви» — Аркадий Иванович
- 2019 «Когда меня не станет» — нотариус